# Bejubang Dua
Bejubang Dua är en ort i Indonesien.   Den ligger i provinsen Jambi, i den västra delen av landet, 600 km nordväst om huvudstaden Jakarta. Bejubang Dua ligger 65 meter över havet och antalet invånare är 7 957.
Terrängen runt Bejubang Dua är platt. Runt Bejubang Dua är det ganska glesbefolkat, med 42 invånare per kvadratkilometer. Det finns inga andra samhällen i närheten. Omgivningarna runt Bejubang Dua är en mosaik av jordbruksmark och naturlig växtlighet.